# Ana de las Tejas Verdes (anime)
Ana de las Tejas Verdes (赤毛のアン Akage no an?) es una serie animada basada en la novela Anne of Green Gables ("Ana de las Tejas Verdes") de Lucy Maud Montgomery. La serie fue emitida originalmente en Japón en el año de 1979, como parte del contenedor infantil World Masterpiece Theater de Nippon Animation. El contenedor había antes y después producido una gran variedad de series de animación basadas en diferentes obras literarias infantiles; entre ellas estaban "Sin familia" (1978) y "Las aventuras de Tom Sawyer" (1980). En España, la serie fue emitida a través de Tele 5. En conmemoración del trigésimo aniversario del anime y centenario desde la publicación de la novela original, para abril del año 2009 Nippon Animation estrenó una precuela de la historia titulada Konnichiwa Anne. Before Green Gables ("Antes de las Tejas Verdes").

## Argumento
Matthew y Marilla Cuthbert son hermanos de avanzada edad que viven juntos en una bonita granja en la isla del Príncipe Eduardo, Canadá. Ambos creen estar demasiado viejos para poder seguir ocupándose de las tareas del hogar y de la granja ellos solos, por eso deciden adoptar a un niño huérfano para que les ayude. Le escriben a la señora Spencer, y esta les contesta que pronto recibirían a su ayudante, pero ni Matthew ni Marilla imaginaban el gran error que sería cometido. Cuando Matthew fue a recoger al muchacho a la estación, no encontró allí a ninguno, sino a una pequeña niña de ojos grandes y cabellos rojos llamada Ana Shirley y por un momento, Matthew no sabía que hacer. Sin embargo, Ana es una niña alegre, simpática y muy charlatana y pronto se gana el cariño de Matthew. Por otra parte, Marilla es más difícil de convencer, pero después de que esta conoce a la chica y ve el destino que le esperaría si no la recogen, Marilla también decide quedarse con Ana.
Matthew y Marilla pronto descubren que Ana es la mejor bendición que les pudo caer, no solo les llena la vida de alegría y optimismo con su carácter alocado, sino que también reciben la ayuda que habían deseado. Por otra parte, Ana es feliz tras haber encontrado por fin un hogar y poco a poco se hace muy buenos amigos, como Diana Barry y Gilbert Blythe. En la casa como en la escuela, todo el mundo adora a Ana y nadie podría imaginarse a Tejas Verdes sin ella.

## Ficha técnica

### Director
- Isao Takahata

### Diseño de personajes; director de animación
- Yoshifumi Kondo

### Escenarios, layout
- Hayao Miyazaki (1～17)
- MIchiyo Sakurai (18～50)

### Guion
- Isao Takahata
- Kouzo Kusuba
- Yoshihisa Araki
- Shigeki Chiba
- Aiko Isomura
- Nanako Shiraishi
- Seijiro Kamiyama
- Takekuni Takano

### Dirección de episodio
- Isao Takahata dirigió todos los episodios.
- Episodio 22, 25, 29, 33, 36, 40, 44, que 48 están bajo las firmas colectivas de Kazuyoshi Yokota.
- Episodio 41, 45, que 49 están bajo las firmas colectivas de Kozo Kusuba.
- Episodio 42, 46, que 50 están bajo las firmas colectivas de Kenichi Baba.
- Episodio 43, 47 están bajo las firmas colectivas de Shigeo Koshi.

## Curiosidades
- En la versión original del cuento, Anne (Ana) le pide a Marilla que escriba su nombre siempre con una "E" al final (Anne en lugar de Ann), esto fue cambiado para la versión española ya que no tendría sentido. En su lugar, Ana pide que su nombre tenga tan solo una "N" en vez de dos.

## Temas musicales
- Japón: (Inicio) "Kikoeru kashira", (Cierre) "Samenai Yume" cantadas por Ritsuko Ohwada
- España: "Anne mit den roten Haaren" interpretado por Joy Flemming

## Listado de episodios
- 1. Matthew Cuthbert se lleva una sorpresa
- 2. Marilla Cuthbert se lleva una sorpresa
- 3. Adiós a Tejas Verdes
- 4. Ana cuenta su vida
- 5. Marilla toma una decisión
- 6. Un sueño se vuelve realidad
- 7. La Sra. Lynde está completamente horrorizada
- 8. Ana va a la catequesis dominical
- 9. Un voto solemne y una promesa
- 10. Ana juega con su amiga del alma
- 11. Marilla pierde su broche
- 12. Ana confiesa
- 13. Ana va a la escuela
- 14. Un problema en la escuela
- 15. La llegada del otoño
- 16. Ana invita a Diana a merendar
- 17. Ana vuelve a la escuela
- 18. Ana salva la vida a Minnie May
- 19. El cumpleaños de Diana
- 20. La primavera llega una vez más
- 21. El nuevo ministro y su esposa
- 22. El ingrediente equivocado
- 23. Ana es invitada a tomar el té
- 24. Una grave cuestión de honor
- 25. Una carta para Diana
- 26. Ensayando para la función
- 27. Matthew y las mangas abullonadas
- 28. La función de Navidad
- 29. Ana funda el club de la fantasía
- 30. Vanidad y aflicción
- 31. La dama de la azucena
- 32. Una experiencia memorable
- 33. La manzana envenenada
- 34. La decisión de Diana
- 35. Empiezan las vacaciones de verano
- 36. El destino del club de la fantasía
- 37. Los quince años de Ana
- 38. El número de admisión para el examen es 13
- 39. Por fín han salido las listas
- 40. Recital en el hotel
- 41. Una sorprendente oferta
- 42. La nueva vida de estudiante
- 43. Fines de semana libres
- 44. El invierno en Queens
- 45. Los sueños y la gloria
- 46. El amor paternal de Matthew
- 47. Una guadaña llamada muerte
- 48. Matthew abandona Tejas Verdes
- 49. Un cambio en la vida
- 50. Adiós, Ana